# Ангелос Анастасиадис
Ангелос Анастасиадис (на гръцки: Άγγελος Αναστασιάδης) е гръцки футболист, национал на Гърция и футболен треньор.
Анастасиадис е треньор на много клубове в Гърция и Кипър включително ФК ПАОК (на два пъти), Панатинайкос, Планиас, Янина, както и на националните отбори на Национален отбор по футбол на Гърция и Национален отбор по футбол на Кипър.